# Aeols-Töne
Aeols-Töne ist ein Walzer von Johann Strauss (Sohn) (op. 68). Das Werk wurde am 17. September 1849 im Erholungspark Wasserglacis erstmals aufgeführt.

## Einzelnachweis
1. ↑  Quelle: Englische Version des Booklets (Seite 74) in der 52 CDs umfassenden Gesamtausgabe der Orchesterwerke von Johann Strauß (Sohn), Hrsg. Naxos (Label). Das Werk ist als dritter Titel auf der 27. CD zu hören.